# Richard de Brix
Richard de Brix (Ricardus) est un évêque de Coutances de la première moitié du XIIe siècle.

## Biographie
Issu de la famille de Brix, Richard succède à Roger à la tête de l'évêché de Coutances en 1124.
En 1124, il consacre l'abbatiale de Savigny en présence de Turgis, évêque d'Avranches, Richard de Douvres, évêque de Bayeux, Jean de Neuville, évêque de Sées et Hildebert de Lavardin, évêque du Mans. Il donne l'année suivante l'église de Carteret à l'abbaye du Mont-Saint-Michel.
Il assiste en 1129 au concile de Rouen présidé par Mathieu d'Albano.
En 1131, il visite le corps de Saint Gaud. Il meurt peu après et est inhumé dans la chapelle Saint-Sébastien de la cathédrale Notre-Dame de Coutances.

## Héraldique
Ses armes sont : d'or, au sautoir de gueules, au chef de même.